# 愛知用水
愛知用水（あいちようすい）は、愛知県の尾張丘陵部から知多半島にかけての一帯に、農業用、工業用、上水道の水を供給する用水である。

## 概要
岐阜県加茂郡八百津町から知多半島南端の愛知県知多郡南知多町に至る112キロメートルの幹線水路と、幹線水路から分岐して農業用の水を導く支線水路1,012キロメートルからなる。愛知用水公団によって1961年（昭和36年）に開かれ、現在では独立行政法人水資源機構によって管理されている。

## 流路
愛知用水の水源は長野県木曽郡王滝村と木曽町にまたがる牧尾ダム、同郡木祖村の味噌川ダム、岐阜県恵那市の阿木川ダムの3つ。当初は牧尾ダムのみであり、他の2つは水需要増加などにより、牧尾ダムだけでは対応しきれなくなったために、追加で造られたものである。
上記3ダムの木曽川水系に属しており、用水路の取水口は木曽川本流に位置する。岐阜県可児市と八百津町に跨る兼山ダム湖にある兼山取水口である。幹線水路はここから可児市を経て愛知県に入る。
愛知県内では、犬山市、小牧市、春日井市、名古屋市守山区、尾張旭市、瀬戸市、長久手市を経て、日進市、みよし市、愛知郡東郷町にまたがる愛知池（東郷調整池）に注ぐ。
幹線は、調整池である愛知池から東郷町を抜けて、名古屋市緑区、豊明市に至り、知多半島へ向かう。知多半島では、大府市、東海市を経て知多市の佐布里（そうり）池（佐布里調整池）を経由し、知多郡阿久比町、常滑市、美浜町を縦断して美浜町の美浜調整池に達する。
愛知用水は美浜調整池で終点であるが、さらに南知多町の海底導水管を通して最終的に日間賀島や佐久島、篠島に送られる。ちなみに、佐久島は西尾市に属するが、水道事業は南知多町の管轄となっている。

## 流域の自治体

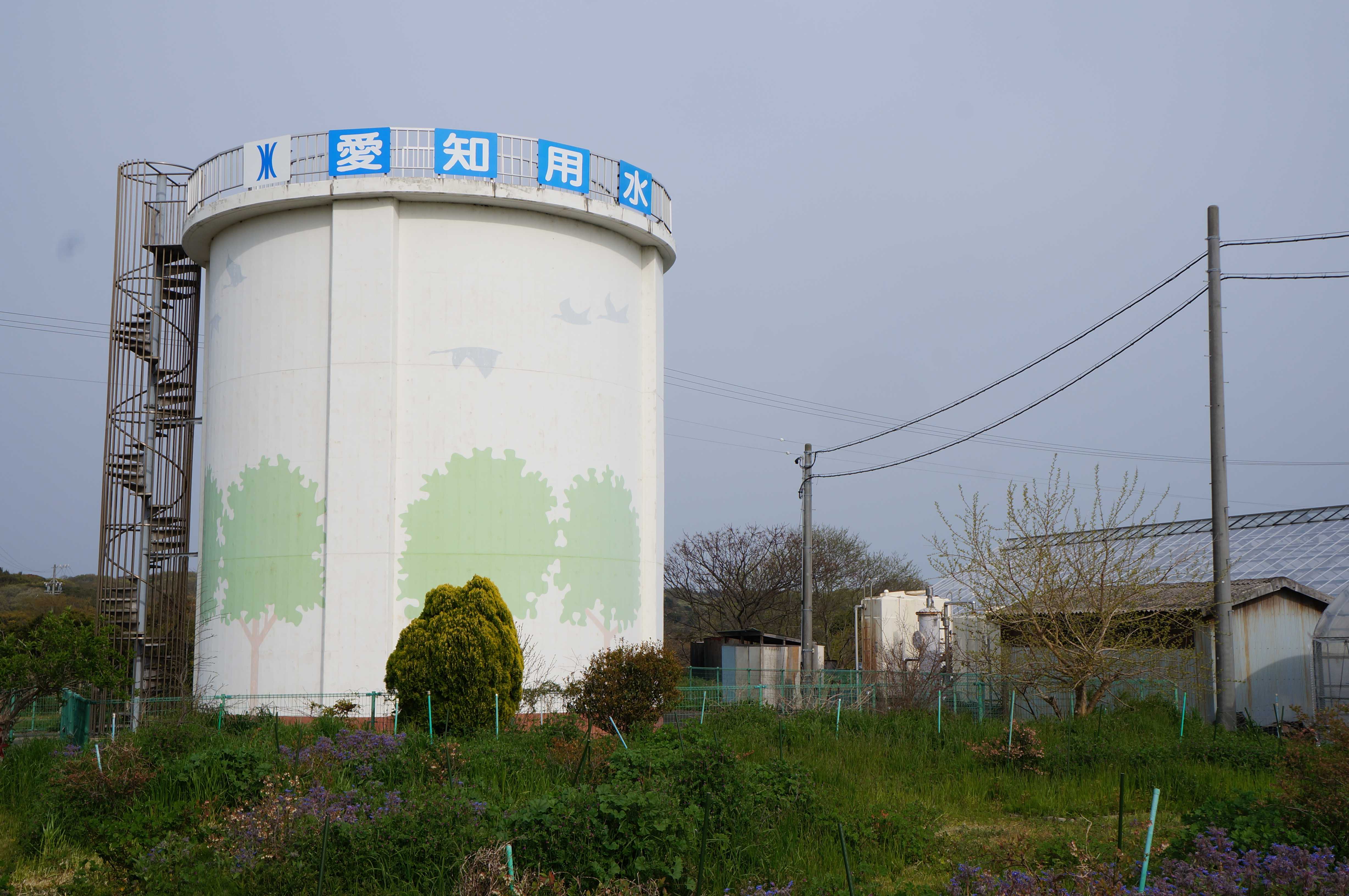
愛知用水の配水塔（愛知県知多郡美浜町）

愛知用水の水を利用する愛知県内の市と町
犬山市、大府市、尾張旭市、春日井市、刈谷市、小牧市、瀬戸市、高浜市、知多市、東海市、常滑市、豊明市、豊田市、長久手市、名古屋市、日進市、半田市、みよし市
（市：50音順）
知多郡阿久比町、丹羽郡大口町、知多郡武豊町、愛知郡東郷町、知多郡東浦町、丹羽郡扶桑町、知多郡南知多町（佐久島（西尾市一色町）を含む）、知多郡美浜町
（町：50音順）
の18市8町である。
愛知用水の水を利用する岐阜県内の市と町
可児市、可児郡御嵩町の1市1町である。

## 歴史の年表
- 1955年10月：愛知用水公団設立。
- 1957年11月：着工。
- 1961年9月：完成。

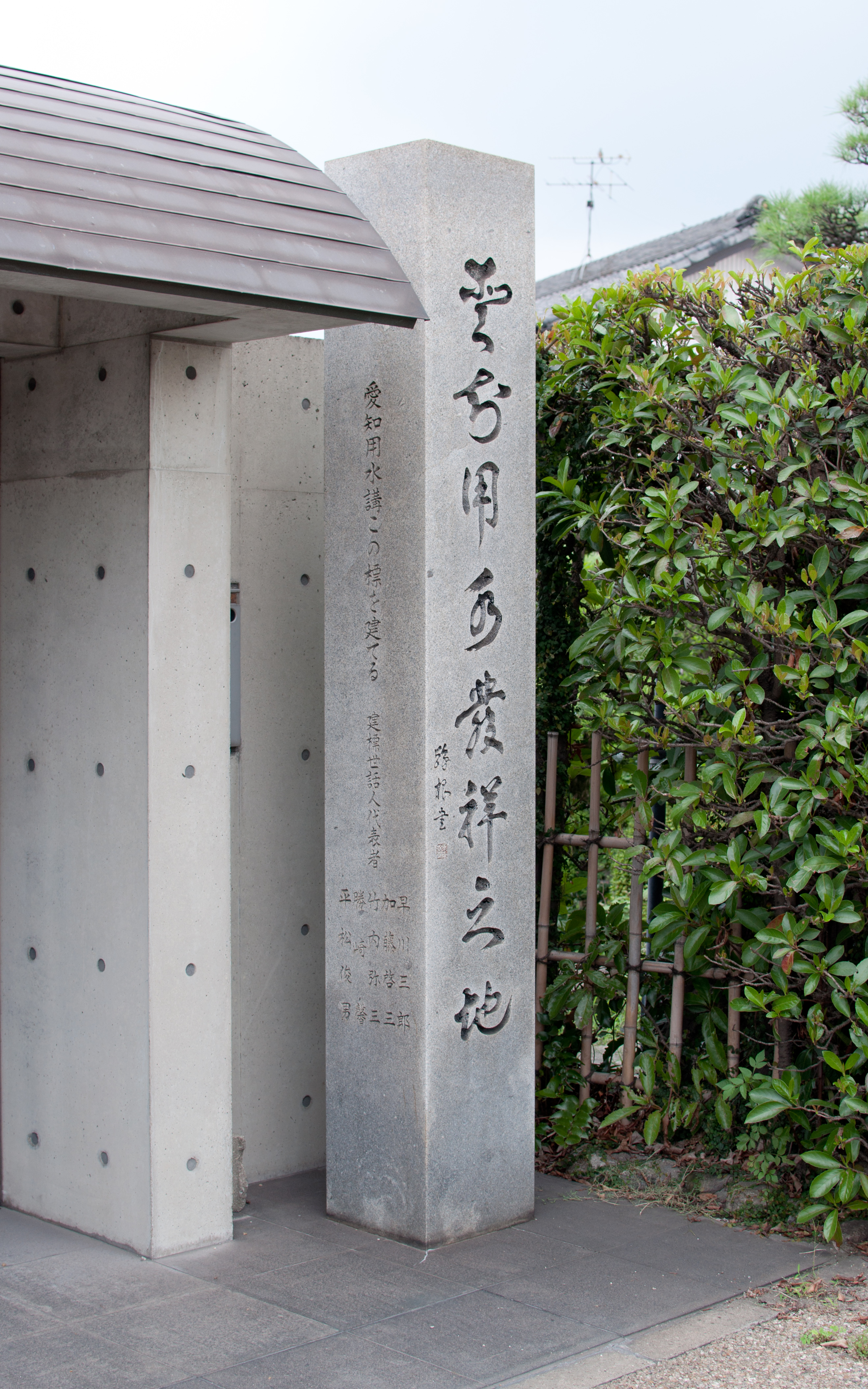
久野家正門に建つ愛知用水発祥の碑（愛知県知多市）

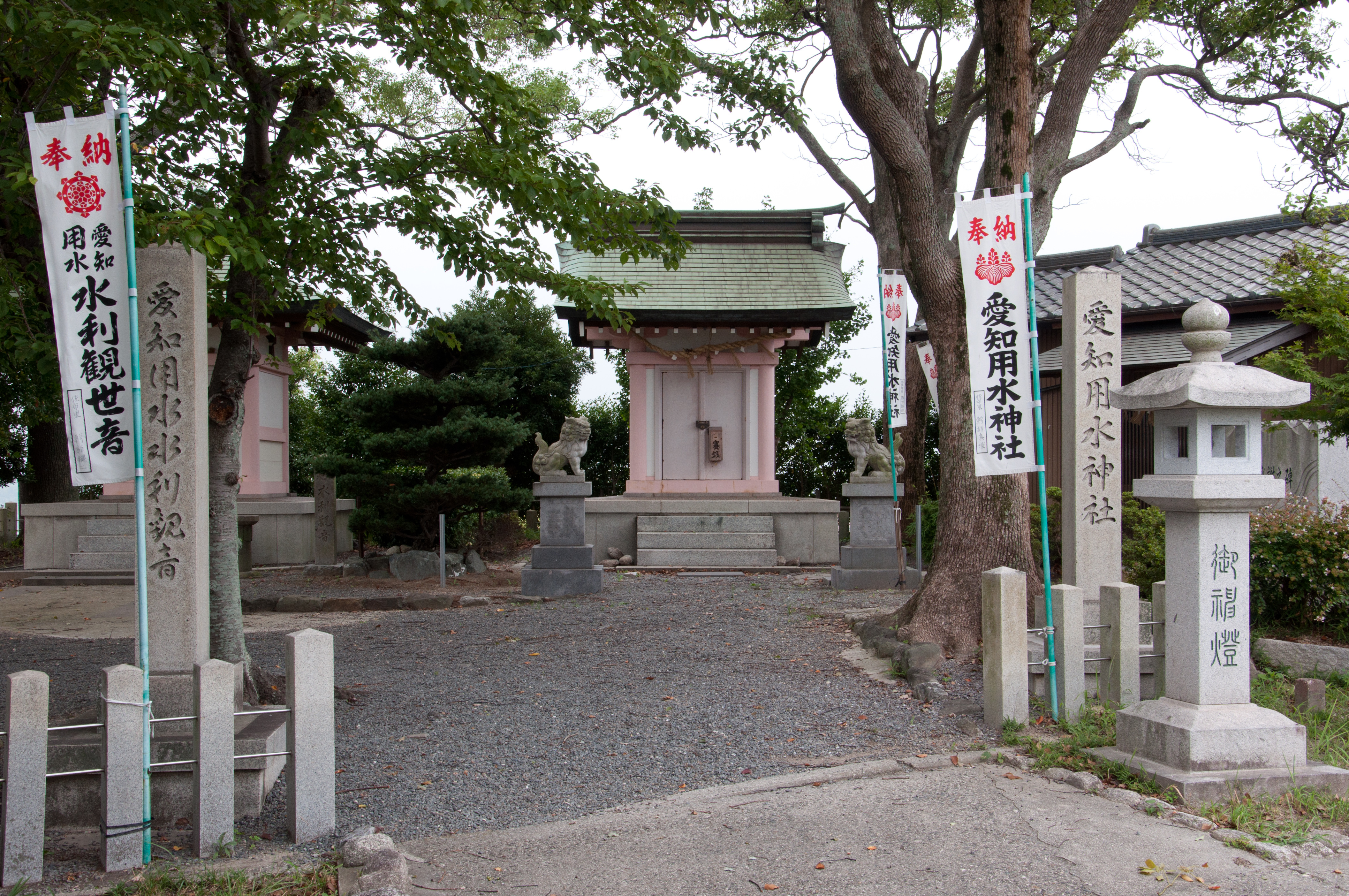
工事に際する殉職者を祀る愛知用水神社

- 1968年10月：愛知用水公団は水資源開発公団に統合。
- 2003年10月：水資源開発公団は独立行政法人水資源機構に移行。
- 2005年3月 - 2007年3月：愛知用水二期事業。
- 2005年：愛知用水二期事業により入鹿池と導水管でつながれる。

## 歴史の概要
大きな河川がなく、水不足であった知多半島地域への用水運動が愛知用水誕生の端緒である。水不足を溜池で何とかやりくりしていた知多地域は、1947年（昭和22年）に大干ばつを受けて溜池が壊滅し大きな被害を受けた。これにより用水設置を求める運動が起こった。このうち、木曽川からの引水を計画したのが、篤農家の久野庄太郎と安城農林高校教諭の浜島辰雄である。翌年には地元有志による「愛知用水期成会」が結成された。また、久野と浜島は、首相の吉田茂に陳情し、国の政策として用水路建設が進められることになった。
1950年（昭和25年）には世界銀行による敗戦国復興開発融資を受け、アメリカ合衆国のシカゴに本社をおくコンサルタント E.F.A. (Erik Floor and Associates Incorporated) 社が設計・監理を担当し、進んだ土木技術、建設機械を用いることになる。
1955年（昭和30年）10月に「愛知用水公団」設立。工事期間は5年間。6,800立方メートルを蓄えるダム（牧尾ダム）、100キロメートル余の幹線水路と1,000キロメートル余の支線水路が建設された。建設に際しては56名の殉職者を出した。
1976年（昭和51年）には佐布里調整池を臨む高台に愛知用水神社が建立され、殉職者56名の霊位が合祀された。
2002年（平成14年）5月28日には「プロジェクトX〜挑戦者たち〜」にて、愛知用水の建設を取り上げた「命の水 暴れ川を制圧せよ～日本最大 愛知用水・13年のドラマ～」が放送された。

## 用水がもたらしたもの

### 上水道
愛知用水は、井戸に頼っていた尾張丘陵部と知多半島の住民の日常生活を著しく向上させた。生活用水を海水混じりの井戸水に頼っていた知多半島南部と島嶼部の住民からは、特に感謝されたという。地域住民の生活は著しく向上し、観光などの産業の発展にもこの用水の水は貢献した。

### 産業用水道
愛知用水は、ため池に頼っていた尾張丘陵部と知多半島の農業生産を著しく向上させた。この用水が供給する工業用水によって東海製鉄所（東海市、現・日本製鉄名古屋製鉄所）の立地が可能となった。知多半島の大府市、東海市の上水道では、現在も愛知用水の水が使われているが、大府市、東海市以南のエリアでは、平成10年に完成した長良川導水路（長良川河口堰からの導水）からの水も知多浄水場を経由し使用している。また、知多市に位置する知多蒸溜所では、愛知用水の水をウィスキーの仕込み水として使用している。

## おもな調整池

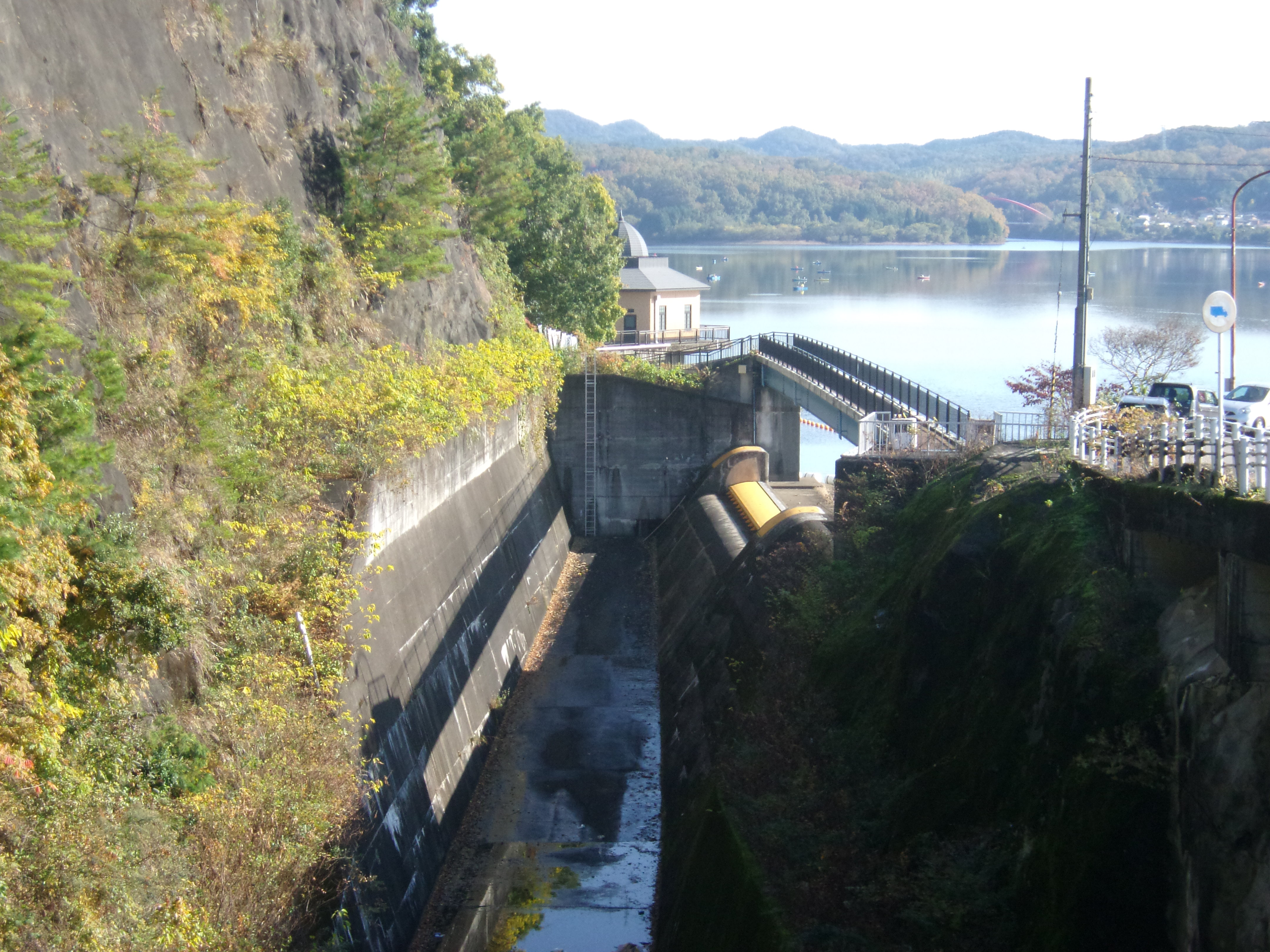
入鹿池から愛知用水への水門と導水路

東郷調整池（愛知池）
愛知用水の幹線水路のほぼ中央に位置し、愛知池と呼ばれる。周囲には散策路や公園が整備され、ウォーキングや犬の散歩など市民の憩いの場として利用されている。湖面は漕艇競技場として利用されている。
佐布里調整池（佐布里池）
愛知県知多市に位置し、佐布里池と呼ばれる。池の周りには佐布里梅をはじめ、様々な梅の木が植えられている。湖岸に「緑と花のふれあい公園」がある。
入鹿池
江戸時代初期からあるため池で、1958年に愛知用水公団に加入。愛知用水2期事業にて導水管と繋がれ、2005年からは入鹿池の余剰水を愛知用水幹線に流したり、逆に愛知用水からの水を入鹿用水路に流している。

## 発行物
- 1961年7月7日：愛知用水通水記念の額面10円の切手が発行された。